# Campeonato Catarinense de Futebol de 2011 - Divisão Principal
O Campeonato Catarinense de Futebol da Divisão Principal de 2011 foi a 88ª edição da principal divisão do futebol catarinense. O campeonato foi disputado por dez equipes no sistema de pontos corridos, com os campeões de turno e returno fazendo o confronto final em partida única. Os pontos serão zerados ao final do turno e, caso a mesma equipe conquistasse o turno e o returno, seria campeã sem a disputa de final.

## Regulamento

### Primeiro Turno
- Primeira fase: Os dez participantes jogam todos contra todos, em turno único. As 4 equipes que mais somarem pontos nessa etapa classificam-se para a segunda fase.
- Fase final: A semifinal e a final será disputada em partida única, com vantagem de empate para o clube de melhor campanha.

### Segundo Turno
- Primeira fase: Os dez participantes jogam todos contra todos, em turno único. As 4 equipes que mais somarem pontos nessa etapa classificam-se para a segunda fase. A única diferença em relação ao Primeiro Turno é que o mando de campo será invertido.Apenas o campeão terá o direito de disputar a Copa do Brasil de 2012.
- Fase final: A semifinal e a final será disputada em partida única, com vantagem de empate para o clube de melhor campanha. Se o campeão do Primeiro Turno conquistar o titulo, a segunda vaga para a grande final ficará com o segundo colocado na classificação geral (soma entre os dois turnos)

#### Critérios de desempate
Caso haja empate de pontos entre dois clubes, os critérios de desempates serão aplicados na seguinte ordem:
1. Número de vitórias
2. Saldo de gols
3. Gols marcados
4. Confronto direto
5. Número de cartoes vermelhos
6. Número de cartoes amarelos
7. Sorteio

### Final
A final será disputada em duas partidas envolvendo os campeões do Primeiro Turno e do Segundo Turno (ou segundo colocado da primeira fase). O clube de melhor campanha terá direito a mando de campo no segundo jogo.

#### Critérios de desempate
1. Melhor campanha na soma dos dois turnos da competição.
2. Saldo de gols
3. Gols fora de casa (caso duas partidas não forem no mesmo estádio)
4. Desempenho na primeira fase

### Rebaixamento
Os dois últimos clubes na classificação geral serão rebaixados para a Divisão Especial de 2012 (equivalente a segunda divisão de Santa Catarina)

### Equipes participantes
| Equipe        | Cidade        | Em 2010                | Estádio                            | Capacidade | Títulos (mais recente) |
| ------------- | ------------- | ---------------------- | ---------------------------------- | ---------- | ---------------------- |
| Avaí          | Florianópolis | 1º (Divisão Principal) | Ressacada                          | 17.800     | 15 (2010)              |
| Brusque       | Brusque       | 7º (Divisão Principal) | Augusto Bauer                      | 5.000      | 1 (1992)               |
| Chapecoense*  | Chapecó       | 9º (Divisão Principal) | Arena Condá                        | 15.000     | 3 (2007)               |
| Concórdia     | Concórdia     | 2º (Divisão Especial)  | Domingos Machado de Lima           | 5.000      | 0 (não possui)         |
| Criciúma      | Criciúma      | 8º (Divisão Principal) | Heriberto Hülse                    | 22.000     | 9 (2005)               |
| Figueirense   | Florianópolis | 3º (Divisão Principal) | Orlando Scarpelli                  | 19.069     | 15 (2008)              |
| Imbituba      | Imbituba      | 4º (Divisão Principal) | Emília Mendes Rodrigues            | 5.000      | 0 (não possui)         |
| Joinville     | Joinville     | 2º (Divisão Principal) | Arena Joinville                    | 22.000     | 12 (2001)              |
| Marcílio Dias | Itajaí        | 1º (Divisão Especial)  | Hercílio Luz                       | 10.000     | 1 (1963)               |
| Metropolitano | Blumenau      | 6º (Divisão Principal) | Complexo Esportivo Bernardo Werner | 6.000      | 0 (não possui)         |

* A Chapecoense, apesar de ter sido rebaixada no ano anterior, herdou a vaga na Divisão Principal de 2011 devido a desistência do Atlético de Ibirama de disputar a competição.

## Primeiro Turno

### Fase final
|  | Semifinais  | Semifinais |   |  | Final       | Final |  |
|  |             |            |   |  |             |       |  |
|  |             |            |   |  |             |       |  |
|  | Figueirense | 3          |   |  |             |       |  |
|  | Joinville   | 1          |   |  |             |       |  |
|  |             |            |   |  |             |       |  |
|  |             |            |   |  |             |       |  |
|  |             |            |   |  | Figueirense | 0     |  |
|  |             | Criciúma   | 1 |  |             |       |  |
|  |             |            |   |  |             |       |  |
|  |             |            |   |  |             |       |  |
|  |             |            |   |  |             |       |  |
|  |             |            |   |  |             |       |  |
|  | Criciúma*   | 1          |   |  |             |       |  |
|  | Chapecoense | 1          |   |  |             |       |  |

* Vencedor do confronto pela melhor campanha no 1º turno.

## Segundo Turno

### Fase final
|  | Semifinais  | Semifinais |   |  | Final        | Final |  |
|  |             |            |   |  |              |       |  |
|  |             |            |   |  |              |       |  |
|  | Chapecoense | 2          |   |  |              |       |  |
|  | Joinville   | 1          |   |  |              |       |  |
|  |             |            |   |  |              |       |  |
|  |             |            |   |  |              |       |  |
|  |             |            |   |  | Chapecoense* | 2     |  |
|  |             | Avaí       | 2 |  |              |       |  |
|  |             |            |   |  |              |       |  |
|  |             |            |   |  |              |       |  |
|  |             |            |   |  |              |       |  |
|  |             |            |   |  |              |       |  |
|  | Figueirense | 0          |   |  |              |       |  |
|  | Avaí        | 2          |   |  |              |       |  |

* Vencedor do confronto pela melhor campanha no 2º turno.

## Final
Primeiro jogo
| 8 de maio | Criciúma         | 1 – 0 | Chapecoense | Heriberto Hülse, Criciúma                |
| 16:00     | Talles Cunha 73' |       |             | Público: 15 118 Árbitro: SC Célio Amorim |

Segundo jogo
| 15 de maio | Chapecoense                | 1 – 0 | Criciúma | Arena Condá, Chapecó                                  |
| 16:00      | Carlinhos Santos (g.c) 68' |       |          | Público: 11 171 Árbitro: SC Paulo Henrique de Bezerra |

## Premiação
| Campeonato Catarinense de 2011  |
| ------------------------------- |
|                                 |
| Chapecoense Campeão (4º título) |

## Artilharia
| Gols | Jogador    | Clube       |
| ---- | ---------- | ----------- |
| 17   | Lima       | Joinville   |
| 14   | Aloísio    | Chapecoense |
| 11   | Leandrinho | Brusque     |
| 10   | Schwenck   | Criciúma    |
| 9    | Héber      | Figueirense |
| 9    | William    | Avaí        |
| 8    | Têti       | Brusque     |
| 8    | Ramon      | Joinville   |

## Transmissão
A RBS TV (afiliada da Rede Globo) deteve todos os direitos de transmissão para a temporada de 2011 pela TV aberta e em pay-per-view, através do canal Premiere FC. O canal aberto manteve o contrato de três anos, assinado em 2010 com a Associação de Clubes.
Na TV aberta, houve a cobertura de praticamente todas as rodadas. Os jogos foram transmitidos para todo o estado, menos para a região onde foram realizadas as partidas. As duas exceções se deram com Criciúma x Chapecoense e Chapecoense x Criciúma, pelos dois jogos da final.
Mantendo o mesmo ritmo do ano anterior, a RBS TV seguiu o mesmo padrão adotado pela empresa no Rio Grande do Sul, transmitindo praticamente sempre os jogos fora de casa dos dois times da capital. De início, estavam programados 8 jogos fora de casa para Figueirense e Avaí e apenas os dois clássicos entre Criciúma e Joinville. Contudo, devido a motivos de eliminações, jogos de liderança, de adiamento de partidas e de pressão das próprias torcidas do interior, a dupla da capital teve 4 dos 16 jogos programados remanejados para os dois do interior e para a Chapecoense.
No pay per view, a princípio, ficou garantida a transmissão de todos os jogos de Avaí, Figueirense, Criciúma, com exceção das rodadas finais e de alguns jogos da RBS TV. O Joinville, por pressão da diretoria, exigiu que várias de suas partidas não fossem transmitidas no PFC, inclusive na semifinal do returno contra a Chapecoense.

### Jogos transmitidos pelo Premiere FC
O Premiere FC transmitiu praticamente todas as partidas de Avaí, Criciúma e Figueirense e algumas do Joinville.

### Jogos transmitidos pela RBS TV

#### 1º Turno
- 1ª rodada - Metropolitano 1–1 Figueirense - 16 de janeiro (Dom) - 17:00 (Todo o estado, menos região de Blumenau)
- 2ª rodada - Brusque 3–0 Avaí - 19 de janeiro (Qua) - 22:00 (Todo o estado, menos região de Blumenau)
- 3ª rodada - Criciúma 2–0 Avaí - 23 de janeiro (Dom) - 17:00 (Todo o estado, menos região de Criciúma)
- 4ª rodada - Marcílio Dias 1–1 Figueirense - 26 de janeiro (Qua) - 22:00 (Todo o estado, menos região de Blumenau)
- 5ª rodada - Metropolitano 0–0 Avaí - 30 de janeiro (Dom) - 17:00 (Todo o estado, menos região de Blumenau)
- 6ª rodada - Avaí 2–1 Joinville - 2 de fevereiro (Qua) - 22:00 (Todo o estado, menos região de Florianópolis)
- 7ª rodada - Joinville 0–0 Criciúma - 6 de fevereiro(Dom) - 17:00 (Todo o estado, menos região de Joinville)
- 8ª rodada - Criciúma 2–0 Figueirense - 9 de fevereiro (Qua) - 22:00 (Todo o estado, menos região de Criciúma)
- 9ª rodada - Marcílio Dias 3–2 Criciúma - 13 de fevereiro(Dom) - 17:00 (Todo o estado, menos região de Blumenau)
- Semifinal - Figueirense 3–1 Joinville - 20 de fevereiro (Dom) - 16:00 (Todo o estado, menos região de Florianópolis)
- Final - Figueirense 0–1 Criciúma - 27 de fevereiro (Dom) - 16:00 (Todo o estado, menos região de Florianópolis)

#### 2º Turno
- 1ª rodada - Chapecoense 2–0 Avaí - 5 de março (Sáb) - 16:00 (Todo o estado, menos região de Chapecó)
- 2ª rodada - Joinville 1–1 Figueirense - 9 de março (Qua) - 22:00 (Todo o estado, menos região de Joinville)
- 3ª rodada - Marcílio Dias 2–3 Joinville - 13 de março (Dom) - 16:00 (Todo o estado, menos região de Blumenau)
- 4ª rodada - Metropolitano 1–3 Chapecoense - 20 de março (Dom) - 16:00 (Todo o estado, menos região de Blumenau)
- 5ª rodada - Concórdia 2–1 Figueirense - 23 de março (Qua) - 22:00 (Todo o estado, menos região de Chapecó)
- 6ª rodada - Joinville 4–0 Avaí - 27 de março (Dom) - 16:00 (Todo o estado, menos região de Joinville)
- 7ª rodada - Criciúma 1–1 Joinville - 3 de abril (Dom) - 16:00 (Todo o estado, menos região de Criciúma)
- 8ª rodada - Marcílio Dias 1–2 Avaí  - 10 de abril (Dom) - 16:00 (Todo o estado, menos região de Blumenau)
- 9ª rodada - Imbituba 0–6 Figueirense  - 17 de abril (Qua) - 16:00 (Todo o estado, menos região de Criciúma)
- Semifinal - Chapecoense 2–1 Joinville - 24 de abril (Dom) - 16:00 (Todo o estado, menos região de Chapecó)
- Final - Chapecoense 2–2 Avaí  - 1º de maio (Dom) - 16:00 (Todo o estado, menos região de Chapecó)

*O jogo entre Brusque – Figueirense, programado para a terceira rodada, foi substituído por Marcílio Dias x Joinville devido ao adiamento da partida devido ao mau tempo

#### Final
- Ida - Criciúma 1–0 Chapecoense - 8 de maio (Dom) - 16:00 (Todo o estado)
- Volta - Chapecoense 1–0 Criciúma - 15 de maio (Dom) - 16:00 (Todo o estado)

#### Transmissões fora de casa por time
| Clube       | Turno (fase inicial) | Returno (fase inicial) | Total (fases iniciais) | Total (incluindo mata-mata) |
| ----------- | -------------------- | ---------------------- | ---------------------- | --------------------------- |
| Figueirense | 3                    | 3                      | 6                      | 6                           |
| Avaí        | 3                    | 3                      | 6                      | 7                           |
| Joinville   | 1                    | 2                      | 3                      | 5                           |
| Criciúma    | 2                    | 0                      | 2                      | 4                           |
| Chapecoense | 0                    | 1                      | 1                      | 2                           |

## Troféus

### Troféu Definitivo
O troféu tinha o formato da sede da Federação Catarinense de Futebol.

### Troféu Dr. Aderbal Ramos da Silva
A partir de 2011, a Federação Catarinense de Futebol oferta o Troféu Transitório Dr. Aderbal Ramos da Silva, em homenagem ao patrono e presidente da Federação entre 1939 e 1946. O troféu, que consiste no busto da pessoa homenageada, é ofertado de posse transitória a todos os campeões do certame desde 2011.
O troféu será entregue de forma definitiva a equipe que conquistar o Campeonato Catarinense (contando as conquistas de 2011 até hoje) por três vezes consecutivas ou cinco vezes alternadas.